# Haenkea thoracica
Haenkea thoracica là một loài bọ cánh cứng trong họ Cerambycidae.